# Senat Runde
Der Senat Runde bildete vom 12. November 1997 bis zum 31. Oktober 2001 die Hamburger Landesregierung.

## Senat
| Amt                                                                     | Name                                    | Partei | Partei    |
| ----------------------------------------------------------------------- | --------------------------------------- | ------ | --------- |
| Erster Bürgermeister                                                    | Ortwin Runde                            |        | SPD       |
| Zweite Bürgermeisterin                                                  | Krista Sager                            |        | GAL       |
| Behörde für Wissenschaft und Forschung Senatsamt für die Gleichstellung | Krista Sager                            |        | GAL       |
| Justizbehörde Senatsamt für Bezirksangelegenheiten                      | Lore Maria Peschel-Gutzeit              |        | SPD       |
| Behörde für Schule, Jugend und Berufsbildung                            | Rosemarie Raab bis 31. März 2000        |        | SPD       |
| Behörde für Schule, Jugend und Berufsbildung                            | Ute Pape ab 5. April 2000               |        | SPD       |
| Behörde für Arbeit, Gesundheit und Soziales                             | Helgrit Fischer-Menzel bis 1. März 1998 |        | SPD       |
| Behörde für Arbeit, Gesundheit und Soziales                             | Karin Roth ab 1. April 1998             |        | SPD       |
| Finanzbehörde                                                           | Ingrid Nümann-Seidewinkel               |        | SPD       |
| Baubehörde                                                              | Eugen Wagner                            |        | SPD       |
| Wirtschaftsbehörde                                                      | Thomas Mirow                            |        | SPD       |
| Behörde für Inneres                                                     | Hartmuth Wrocklage bis 28. Mai 2001     |        | SPD       |
| Behörde für Inneres                                                     | Olaf Scholz ab 30. Mai 2001             |        | SPD       |
| Umweltbehörde                                                           | Alexander Porschke                      |        | GAL       |
| Stadtentwicklungsbehörde Bevollmächtigter beim Bund                     | Willfried Maier                         |        | GAL       |
| Kulturbehörde                                                           | Christina Weiss                         |        | parteilos |